# Gmina Manëz
Gmina Manëz (alb. Bashkia Manëz) – gmina miejska położona w środkowej części Albanii. Administracyjnie należy do okręgu Durrës w obwodzie Durrës. W 2011 roku populacja gminy wynosiła 6652, 3301 kobiet oraz 3351 mężczyzn, z czego Albańczycy stanowili 62,61% mieszkańców. Siedziba gminy znajduje się w Manëz.
W skład gminy wchodzi osiem miejscowości: Armath, Borç, Hamallaj, Kameras, Kucok, Manza, Radë, Shkallë.